# 村田広光
村田 広光（むらた ひろみつ、1946年11月28日 - 2003年5月27日）は、日本の陸上競技選手、プロ野球コーチ（アスレティックトレーナー）。宮崎県児湯郡都農町出身。

## 来歴
学生時代は陸上選手だった。1964年には聖火リレーの走者を務める。宮崎県立向洋高等学校（現：宮崎県立延岡工業高等学校）では1965年のインターハイで史上初の3種目（100m、200m、400m）制覇を果たし、順天堂大学では、3年生時に関東学生陸上競技対校選手権大会（関東インカレ）で100m、200m、400m、400mリレー、1600mリレーの五冠に輝く（翌4年生時には三冠制覇）。
日本陸上競技選手権大会では、男子200mで1967年、1968年と連覇し、1970年にも優勝するなど三度栄冠に輝いた。
順天堂大学卒業後は西日本新聞社に入社し、1970年、バンコクでのアジア大会日本代表として4x400mリレーで優勝した。その後、プロ野球・阪急ブレーブスの担当記者を務め、1月の自主トレ、2月の春季キャンプでは臨時コーチを務めた。阪急は1975年から77年にかけて3年連続で日本一を達成し、監督の上田利治は村田を「陰の功労者」と讃えた。1978年12月、中日ドラゴンズのトレーニングコーチに就任し、1999年まで約20年近くに渡り同球団でコーチを務め（1993年-1995年途中はコーチ職を離れる）、多くの選手の基礎体力増進に力を注いだ。「ヒゲの村田」「鬼の村田」と選手たちからは恐れられたが、その一方で「怪我なくプレーできたのは村田先生のおかげ」と感謝していた。
その後、体調面の不安からコーチの職を退き（遠征での移動がネックになった）、2002年より中日球団寮「昇竜館」館長兼体力強化担当として若手の指導に当たっていたが、2003年5月27日に膵臓がんのため56歳で死去。昇竜館館長の職は堂上照が後を継いだ。なお、中日スポーツには村田が週一回、若手選手のレポートを書く「館長日記」が掲載されていたが、堂上がこれを引き継いで2008年末に豊田誠佑に寮長職を譲るまで連載を続けた。

## 背番号
- 70（1979年 - 1983年、1995年途中 - 1999年）
- 80（1984年 - 1991年）
- 90（1992年）

## 著書
- 「ドラゴンズ健康法　星野V1軍団の○秘体力作り全公開」（ネスコ文春、ISBN:9784890360574）
- 「さあ!運動しよう」（時事通信社、ISBN:978-4-7887-8811-4）